# Aaron Sams

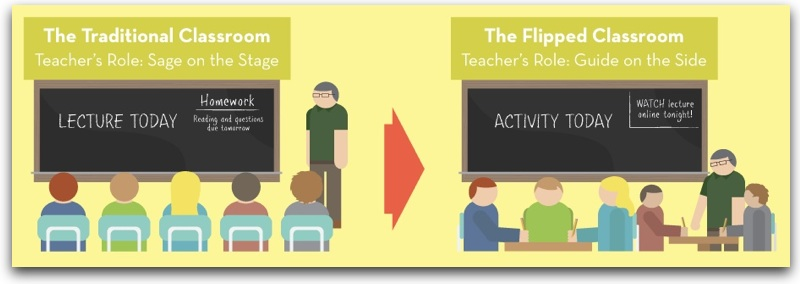
Versión del método tradicional y versión del aula invertida

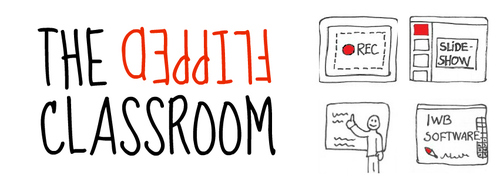
Explicación de una clase invertida

Aaron Sams es uno de los creadores del modelo educacional "aula invertida" (en inglés, "Flipped Classroom"), el cual consiste en intercambiar algunas conferencias de clase por vídeos para que los maestros puedan dedicar un mayor tiempo de la clase a actividades interactivas y asesorías. 
Al principio, Sams desarrolló esta idea junto con su compañero, el profesor de química, Jonathan Bergmann en la escuela preparatoria Woodland Park High School para ayudar a los estudiantes que se habían retrasado. No obstante, esta idea fructificó convirtiéndose en un cambio revolucionario para la estructuración de clases. 
La popularidad de los vídeos en línea con alumnos tanto dentro como fuera de las clases, le dio a Sams la oportunidad de hablar en conferencias acerca de este modelo y enseñárselo a otros maestros para que lo implementaran en sus escuelas. Sams también fue galardonado por su trabajo en el 2009 con el Premio Presidencial de Excelencia por la enseñanza en Ciencias y Matemáticas (en inglés, Presidential Award for Excellence in Math and Science Teaching, PAEMST).

## Biografía
Sams se graduó en Bioquímica en la Universidad de Biola y obtuvo su maestría en Pedagogía en la misma institución. Comenzó a enseñar en el año 2000, primero en la escuela preparatoria Los Altos' en Rowland Heights, California y luego en la escuela preparatoria Woodland Park High School en Woodland Park (Colorado). Fue aquí donde conoció a su compañero de trabajo y amigo Jonathan Bergmann con quien empezó en 2006 a desarrollar el modelo educativo "aula invertida". Ambos, Sams y Bergmann comparten filosofías de enseñanza similares y esto facilitó su mutua colaboración en el proyecto.
Desde que Sams empezó a trabajar en Woodland Park High School, trabajó también a la par en el Comité Estatal de Revisón de Estándares de Colorado (en inglés, State Science Standards Revision Committee). Tiempo después, Sams logró obtener la posición de Director en la sección de aprendizaje digital en el Seminario Presbiteriano Teológico de Pittsburgh.
Actualmente, es fundador de Sams Learning Designs, LLC, Turn About Learning LLC, y la red organizacional Flipped Learning Network. También es socio en la Universidad Saint Vincent College en Latrobe (Pensilvania), y funge como consejero para TED-Ed.

## Aprendizaje Invertido

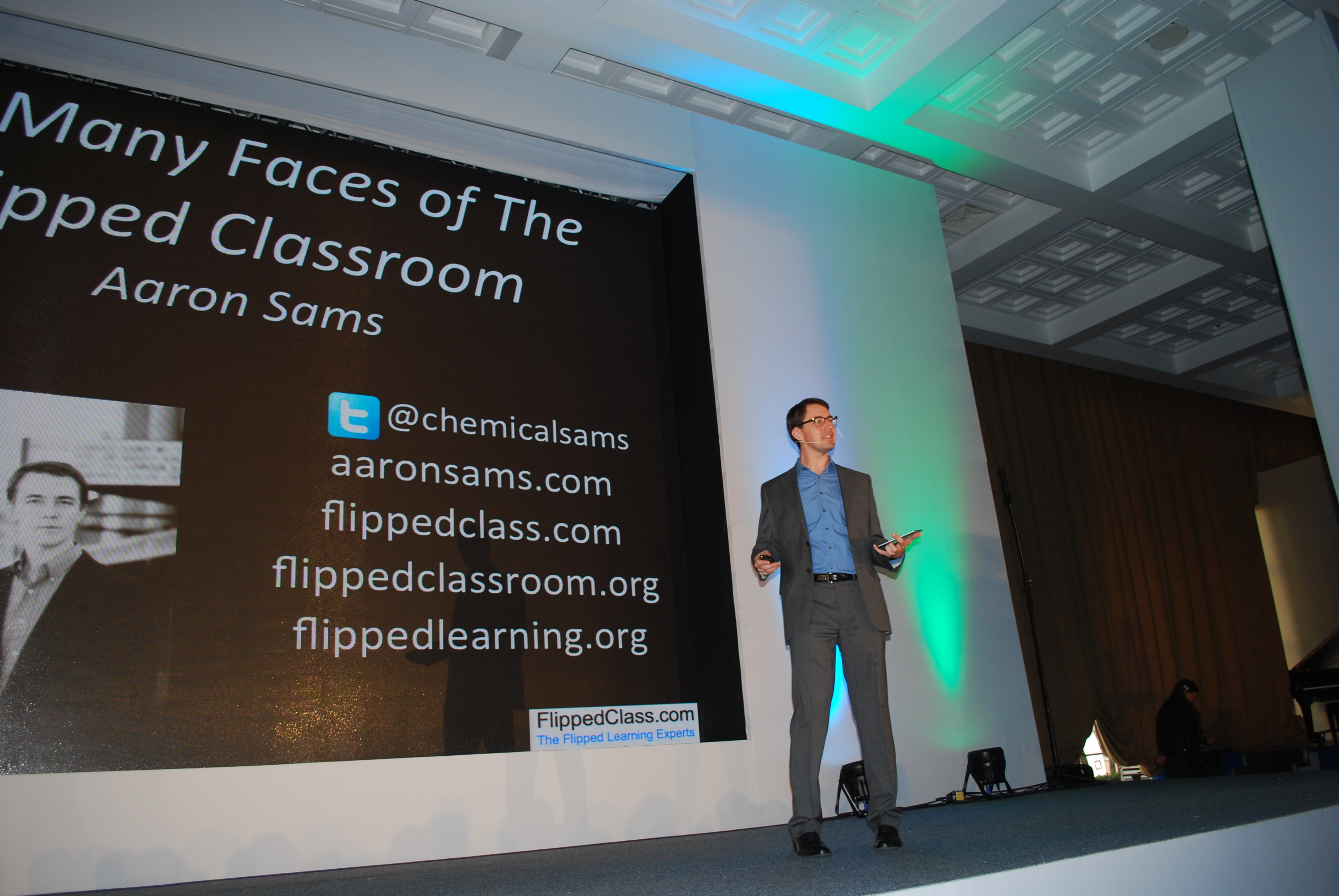
Aaron Sams presentando su modelo educativo en el Congreso Internacional de Educación Innovativa en el Instituto Tecnológico y de Estudios Superiores de Monterrey, en la Ciudad de México, México, D.F.

El modelo educacional «aula invertida» tiene como objetivo limitar y reducir el tiempo invertido en las conferencias de clase mediante el uso de vídeos para que de esta forma el tiempo de clase pueda ser aprovechado para actividades más interactivas.
Aaron encontró un artículo en una revista sobre tecnología que hablaba sobre un software para grabar notas de voz en Power Point y aún más interesante, un software para realizar vídeos y distribuirlos en línea. En ese momento, los vídeos en línea aún eran una cosa nueva pero ambos, Aaron y Jonathan pensaron que sería una buena idea ayudar a los estudiantes que faltaran a clases, necesitaran ayuda extra y asesorías y en especial, a aquellos estudiantes que perdieran mucho tiempo en el trayecto y transporte de la escuela a su casa y viceversa. Para ello, ambos empezaron a grabar sus clases en tiempo real con ayuda de softwares para capturar pantallas y publicaron sus clases en internet de manera que los estudiantes pudieran reproducir sus clases en computadoras o bien, descargar los vídeos y verlos en sus iPods o dispositivos móviles. Esto también, les permitió dirigir a sus estudiantes con faltas, dudas y preguntas a los vídeos en vez de tener que dar la explicación de algún tema de clase de nueva cuenta. Pronto, se dieron cuenta de que este método le servía a los alumnos para repasar y estudiar antes de los exámenes.
En resumidas cuentas, fue idea de Sams grabar todos los temas de clase en un vídeo y dedicar la clase para resolver dudas y preguntas, así como resolver ejercicios y realizar actividades prácticas, acciones en las que se basa la idea central del modelo educativo 'aprendizaje inverso'. Ambos profesores aplicaron este modelo para la generación 2007-2008 de su escuela para todos los estudiantes de química. Así fue como en tiempo de clase se convirtió en tiempo de «trabajo con estudiantes» en áreas que involucraran mayor dificultad o en actividades prácticas como laboratorios.
Sams y Bergmann empezaron también a recibir correos electrónicos de personas fuera de su institución que veían sus vídeos por internet, esto los llevó a expandir más su red de vídeos colaborando con otros profesores de los Estados Unidos, también maestros en química y matemáticas. La primera presentación de este modelo fue en Cañon City, Colorado la cual les abrió las puertas para una entrevista en televisión local.
Desde entonces, Sams ha estado hablando en conferencias y ha entrenado a otros profesores en escuelas, distritos y universidades en varias partes de los Estados Unidos, Canadá y Europa para que todos ellos puedan implementar este modelo educativo. A parte, Sams no toma crédito por el término «aprendizaje invertido» ya que él dice que ni él ni su amigo Bergmann inventaron el nombre, sino que el término apareció en los medios.
Sams cree fervientemente en el aprendizaje integral y que para ello, los alumnos deben de tener centros de aprendizaje diseñados para exhortarlos a aprender, estudiar y entender en formas que sean significativas para ellos. Sams enlista cuatro elementos que las clases acopladas al modelo educacional "aula invertida" deben de poseer: flexibilidad, para permitirles a los estudiantes cuándo y dónde aprender; una cultura de aprendizaje, donde los estudiantes participen activamente; optimización del tiempo en clase y un sistema que constantemente observe, promueva y se encargue de dar retroalimentación. Según Sams, “los estudiantes pueden llevar consigo mismos y a todos lados los vídeos y pueden repasar, estudiar o simplemente reproducirlos cuando lo deseen, desde en el camión escolar, hasta en partidos de fútbol. Normalmente, los estudiantes toman la clase y no tienen un botón de pausa para parar a sus maestros en el momento en el que no entienden algo. De esta manera, los estudiantes pueden pausar el vídeo, formular sus preguntas y llegar preparados para la clase". También, esto ayuda a que los alumnos tomen la clase a su propio ritmo y no los permite avanzar con la clase hasta que no hayan dominado los conceptos actuales.
Aaron Sams ha trabajado con otros profesores que se han interesado en implementar el modelo "aprendizaje invertido" en sus clases, especialmente con profesores de lenguas extranjeras a quienes les ha impartido talleres para enseñarles cómo realizar vídeos interactivos para sus clases y otros aspectos del mismo modelo. Él normalmente habla e imparte talleres sobre los usos educacionales de los screencasts.

## Publicaciones
- Aprendizaje Invertido: La puerta para el compromiso estudiantil. (2014)
- Aprendizaje Invertido: Conenta con cada estudiante en cada clase todos los días. (2012)

## Reconocimientos
Sams recibió en el 2009 el Premio Presidencial de Excelencia por la enseñanza en Ciencias y Matemáticas, el reconocimiento más importante para maestros K-12 en los Estados Unidos.